# 関根&優香の笑うシリーズ
『関根&優香の笑うシリーズ』（せきねアンドゆうかのわらうシリーズ）は、テレビ朝日系列で2004年から2014年まで不定期放送されていたお笑い番組（2015年は休止）。主に、『〜お正月』は正月の昼、それ以外の『〜春休み』『〜夏休み』などは深夜に放送されていた。

## 概要
毎年2回から4回にわたって放送される不定期特番で、お笑い芸人たちによるネタを主に放送。他番組で人気の芸人や、まだブレイク前の若手芸人がネタを披露する。ネタの合間には、司会の関根勤と優香と出場芸人たちによるトークや、ものまね芸人たちによる合同コントも行われている。
2004年から2014年まで毎年『〜お正月』では恒例で、毎回爆笑問題が大トリを飾っていた。
爆笑問題とよゐこは、ネタ披露後には必ず司会の関根勤と優香とのトークが行われている。
2006年7月31日（月曜日）には、19:00 - 20:54（JST）に当番組では初のゴールデンタイム・プライムタイムに放送された。

## 放送日
| 回数 | 放送日                  | 放送時間（JST） | 放送タイトル                             |
| ---- | ----------------------- | --------------- | ---------------------------------------- |
| 1    | 2004年1月2日（金曜日）  | 13:30 - 15:25   | 爆笑2004 笑うお正月                      |
| 2    | 2004年3月30日（火曜日） | 23:45 - 25:10   | 新ネタ満開!!笑う春休み〜テレビ演芸2004春 |
| 3    | 2004年10月1日（金曜日） | 23:15 - 24:10   | 関根・優香の笑う秋祭り                   |
| 4    | 2005年1月2日（日曜日）  | 14:00 - 15:55   | 関根・優香の爆笑2005!!笑うお正月         |
| 5    | 2005年4月9日（土曜日）  | 23:00 - 23:54   | 関根・優香の笑う春休み                   |
| 6    | 2005年9月4日（日曜日）  | 15:30 - 17:25   | 関根&優香の笑う夏休みあけ                |
| 7    | 2006年1月2日（月曜日）  | 13:55 - 15:55   | 関根&優香の笑うお正月2006                |
| 8    | 2006年3月26日（日曜日） | 15:30 - 17:25   | 関根&優香の笑う春休み2006                |
| 9    | 2006年7月31日（月曜日） | 19:00 - 20:54   | 関根&優香の笑う夏休み 最強SP 2006        |
| 10   | 2007年1月2日（火曜日）  | 13:55 - 15:55   | 関根&優香の笑うお正月2007                |
| 11   | 2007年8月26日（日曜日） | 14:00 - 15:55   | 関根&優香の笑う夏休み2007                |
| 12   | 2008年1月2日（水曜日）  | 13:55 - 15:55   | 関根&優香の笑うお正月2008                |
| 13   | 2008年9月18日（木曜日） | 23:15 - 24:10   | 関根&優香の笑う秋祭り2008                |
| 14   | 2009年1月2日（金曜日）  | 14:00 - 15:55   | 関根&優香の笑うお正月2009                |
| 15   | 2009年4月11日（土曜日） | 23:15 - 24:09   | 関根&優香の笑う春休み2009                |
| 16   | 2010年1月2日（土曜日）  | 15:00 - 16:55   | 関根&優香の笑うお正月2010                |
| 17   | 2011年1月2日（日曜日）  | 15:00 - 17:00   | 関根&優香の笑うお正月2011                |
| 18   | 2011年7月22日（金曜日） | 23:15 - 24:15   | 関根&優香の笑う夏休み2011                |
| 19   | 2012年1月2日（月曜日）  | 15:00 - 16:25   | 関根&優香の笑うお正月2012                |
| 20   | 2012年3月25日（日曜日） | 23:15 - 24:10   | 関根&優香の笑う春休み2012                |
| 21   | 2013年1月2日（水曜日）  | 14:00 - 16:00   | 関根&優香の笑うお正月2013                |
| 22   | 2014年1月5日（日曜日）  | 13:55 - 15:55   | 関根&優香の笑うお正月2014                |

## 主な出演芸人
- アンガールズ
- アンタッチャブル
- イジリー岡田
- イワイガワ
- うしろシティ
- 宴人
- 大西ライオン
- オードリー
- おぎやはぎ
- 加藤めぐみ
- かもめんたる
- 神奈月
- THE GEESE
- キャベツ確認中
- キャン×キャン
- 麒麟
- キングオブコメディ
- 小島よしお
- 桜井ちひろ

- ザブングル
- さらば青春の光
- サンドウィッチマン
- しあつ野郎
- 次長課長
- 品川庄司
- ジャルジャル
- スギちゃん
- スピードワゴン
- タカアンドトシ
- ザ・たっち
- 千鳥
- 千原兄弟
- チュートリアル
- 長州小力
- 超新塾
- つぶやきシロー
- TKO

- 東京コミックショウ
- 東京03
- トータルテンボス
- 友近
- ナイツ
- 流れ星
- ニッチェ
- バイきんぐ
- 博多華丸・大吉
- バカリズム
- 爆笑問題（お正月限定）
- 花香芳秋
- バナナマン
- ハライチ
- 原口あきまさ
- ハリセンボン
- ピース
- 髭男爵

- ヒロシ
- フットボールアワー
- ブラックマヨネーズ
- 平成ノブシコブシ
- HEY!たくちゃん
- ペナルティ
- ほっしゃん。
- ホリ
- マキタスポーツ
- ますだおかだ
- まちゃまちゃ
- 松村邦洋
- 柳原可奈子
- U字工事
- よゐこ
- ラヴドライブ
- ロッチ
- 若井おさむ

他

## スタッフ
2014年1月5日（第22回）時点
- ナレーション：内藤忠
- 構成：岩本哲也
- 監修：中江たかもと
- 編成：吉村周
- 広報：高橋夏子
- TK：吉条雅美
- デスク：原利加子
- FD：福岡和哉
- アシスタントディレクター：井上紗由美
- ディレクター：安井章浩、大保大輔（大保→以前はアシスタントディレクター）、松尾竜二
- プロデューサー：山北剛士
- ゼネラルプロデューサー：藤井智久
- 制作著作：テレビ朝日

### 過去のスタッフ
- チーフプロデューサー：板橋順二
- プロデューサー：相馬恵美、鈴木忠親
- ナレーション：大木優紀（テレビ朝日アナウンサー）
- ディレクター：小田隆一郎、田吹康、井長英嗣、鈴木浩晃、福元洋之、増田哲英、山内智未、土井功輔
- アシスタントディレクター：松延由子、織田知里、花塚増央
- 編成：村上浩一、松野良紀、高橋正輝
- 広報：井上裕子
- デスク：中川千波

## 備考
- 昼間や深夜の放送が多いことから系列局では遅れネットとなる場合が多いが、23時台の『ネオバラエティ』の回は同時ネットが多い（テレビ朝日系列以外のネット局を除く）。
- 関根と優香以外のゲストが出演することもあり、お笑い通として知られる大林素子が推薦する若手芸人がネタを披露したこともある。
- 笑うお正月の出演者が『初笑い浪花の陣』（朝日放送）に出演することもある。
- 2006年7月31日には、初のゴールデンタイムで放送された。『月バラ!』枠で放送され、月曜20時枠がローカルセールスだったため、一部の系列局では1時間の凝縮版として放送された。
- 初回から2013年まで正月は10年間にわたり毎年1月2日に放送されていたが、2014年は1月5日の放送となった。2015年は編成上の都合により正月の放送がなく(理由として『路線バスで寄り道の旅』新春スペシャルの好調に伴う編成上の都合とお笑いブームが『お笑い第七世代』が登場するまで一旦迷走することである。)、以後は事実上の休止状態である。